# Sidclei Santos
Sidclei Marcolino dos Santos (Rio de Janeiro, 18 de outubro de 1976) é um mestre-sala de escola de samba brasileiro. É vencedor de quatro Estandartes de Ouro, considerado o "Óscar do carnaval carioca", entre outros prêmios como o Tamborim de Ouro e Estrela do Carnaval.
Nascido no Morro da Mineira e criado no Morro da Coroa, Sidclei se envolveu com o carnaval aos sete anos de idade, quando passou a desfilar no bloco "Vai Quem Quer". Também participou da escola de samba mirim Corações Unidos do Ciep. Em 1992, estreou pelo Império da Tijuca, sua primeira escola de samba. Serviu ao Exército por dois anos e meio, mas pediu dispensa para se dedicar ao posto de primeiro mestre-sala do Salgueiro. Também passou por São Clemente e Acadêmicos do Grande Rio, onde conquistou três vice-campeonatos. Em 2011, retornou ao Salgueiro, sua escola de coração.
Sidclei é pai de três filhos (Yuri, Matheus e Alessandro), e avô de Yhorana e Ayla .

## Biografia
Sidclei Marcolino dos Santos nasceu no dia 18 de outubro de 1976, no Morro da Mineira, próximo à região central do Rio de Janeiro. Primeiro filho do casal Lucinda e Jovenlins, foi criado no Morro da Coroa, também no Centro do Rio. Quando seus pais se separaram, foi morar com a mãe, em São João de Meriti, em um lugar onde não tinha luz elétrica. Para ajudar a família, catava lata nas ruas. Seu envolvimento com o carnaval começou aos sete anos de idade, quando passou a desfilar no bloco "Vai Quem Quer", do bairro do Catumbi. Também costumava assistir os desfiles de escolas de samba, no Sambódromo da Marquês de Sapucaí, junto com a mãe, que era portelense e torcia pro filho fazer parte do carnaval. Ainda criança, participou da escola de samba mirim Corações Unidos do Ciep. Em 1988, aos doze anos de idade, Sidclei perdeu a mãe em um acidente de trânsito. Em 1991, recebeu o primeiro convite para desfilar por uma escola de samba, a Império da Tijuca. Aos dezoito, serviu ao Exército Brasileiro. Durante dois anos e meio, integrou a Brigada de Infantaria Paraquedista. Em 1994, desfilou como segundo mestre-sala do Salgueiro, sua escola de coração. Em 1995, seu irmão mais novo, Sandro, morreu em um tiroteio. O rapaz era viciado em maconha.

"Meu pai não tinha esse negócio de conversar, ele batia na gente mesmo, e ainda bem que foi assim. Era o jeito dele de nos educar, e sou muito grato."— Sidclei sobre a educação rígida do pai.

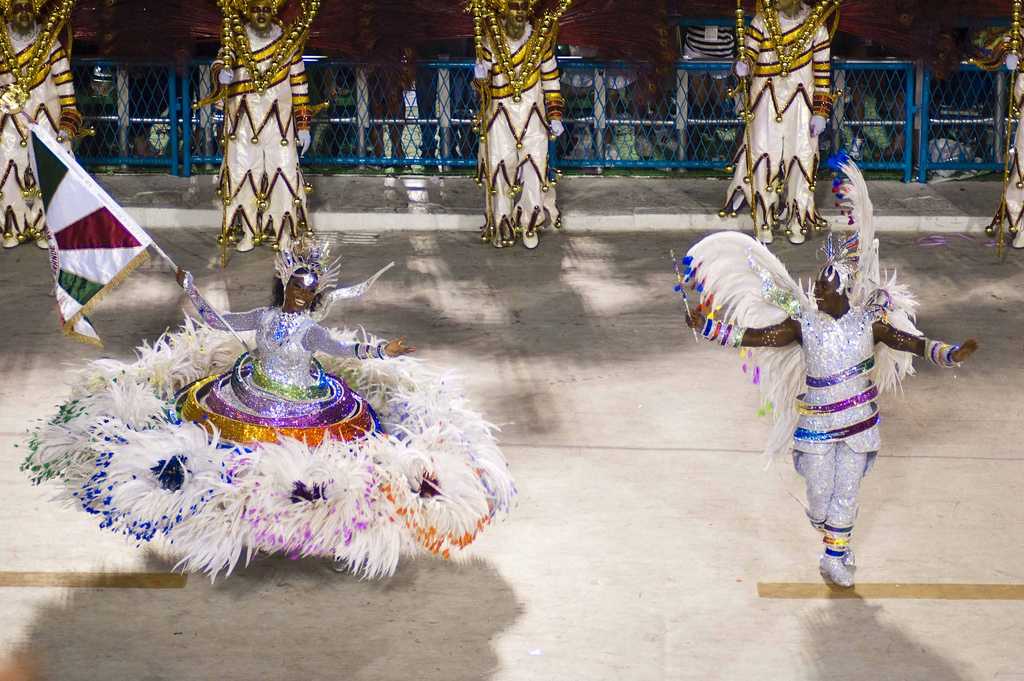
Sidclei e Squel no desfile de 2010, último ano do mestre-sala na Grande Rio.

Em 1996, deixou o exército para se dedicar ao carnaval após ser promovido à primeiro mestre-sala do Salgueiro. No carnaval de 1997, fazendo sua estreia no primeiro posto, recebeu nota máxima de todos os jurados. Teve como porta-bandeira, Ana Paula Oliveira. No ano seguinte, em 1998, recebeu seu primeiro Estandarte de Ouro, considerado o "Óscar do carnaval carioca". Em 2000, desfilou pela São Clemente, no Grupo A (segunda divisão do carnaval), conquistando a nota máxima dos jurados. No ano seguinte, em 2001, retornou ao Grupo Especial, desfilando pelos Acadêmicos do Grande Rio. Ficou por dez anos na escola de Duque de Caxias, sempre desfilando com a porta-bandeira Squel Jorgea. Nesse período, conquistou três vice-campeonatos (2006, 2007 e 2010) e diversas premiações. Deixou a escola após o vice-campeonato de 2010. Em 2011, Sidclei retornou ao Salgueiro formando dupla com a porta-bandeira Gleice Simpatia. Em 2012 foi vice-campeão pela escola. A partir de 2014, passou a dançar com a porta-bandeira Marcella Alves. Foi vice-campeão do carnaval em 2014 e 2015. Em 2016, a dupla conquistou a nota máxima de todos os jurados e Marcella recebeu o Estandarte de Ouro. No ano seguinte, repetiram a pontuação máxima e Sidclei recebeu seu segundo Estandarte de Ouro.

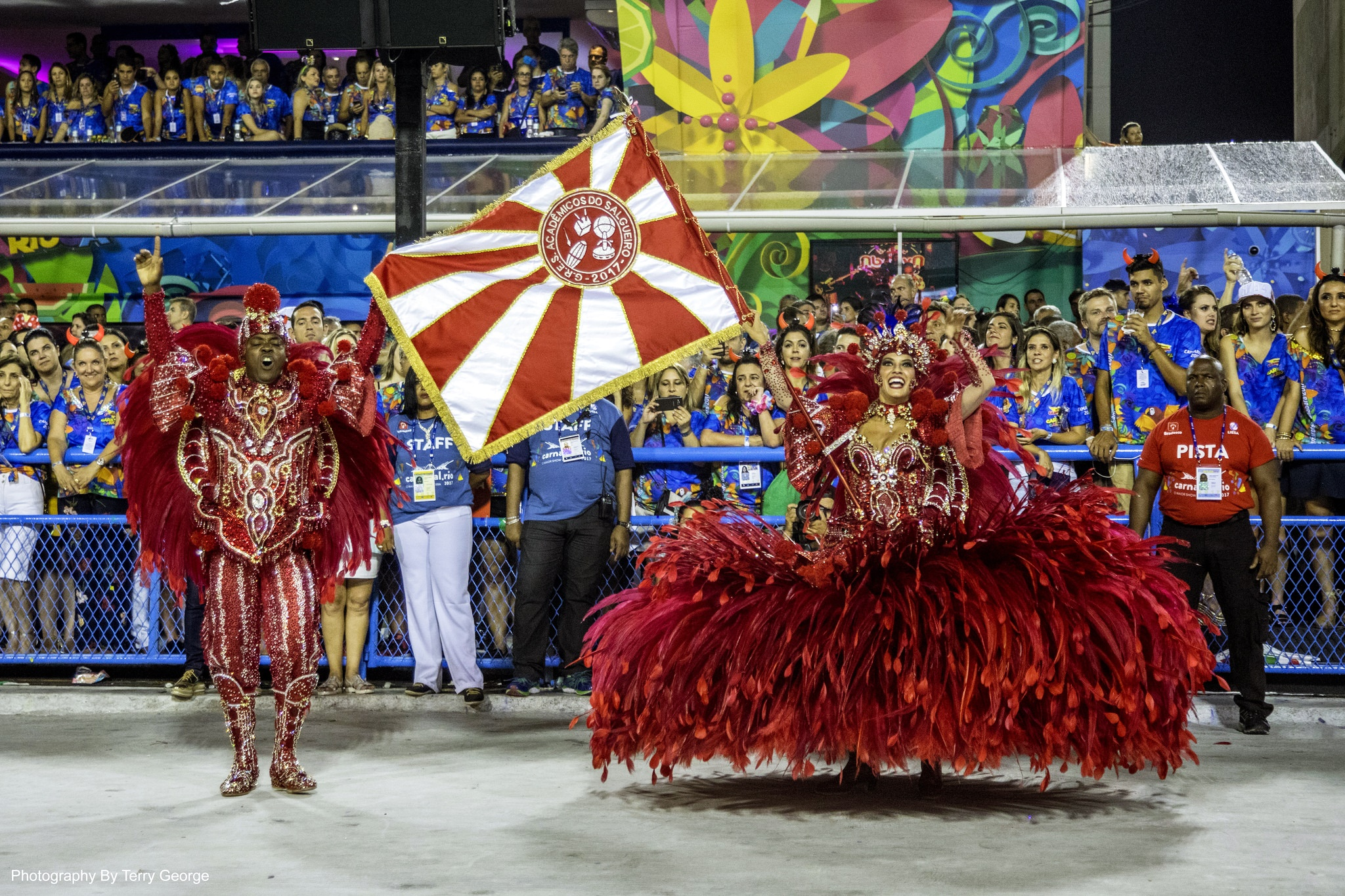
Sidclei e Marcella Alves no desfile de 2017, ano em que o mestre-sala recebeu seu segundo Estandarte de Ouro.

Em 2018, Sidclei e Marcella receberam o Tamborim de Ouro de melhor casal de mestre-sala e porta-bandeira do carnaval. No mesmo ano, a diretoria do Salgueiro afastou Marcella para que ela cuidasse de sua gravidez que, segundo a escola, era de risco. Marcella rebateu a agremiação, alegando que foi dispensada por estar grávida. Sidclei também pediu dispensa do Salgueiro, alegando preferir "seguir o caminho com a porta-bandeira Marcella Alves". Segundo Sidclei, a diretoria do Salgueiro comunicou que ele também seria afastado do posto de primeiro mestre-sala por ter gritado com a presidente Regina Celi ao cobrar o pagamento de três meses de salários atrasados e de uma bonificação prometida para o ano anterior. Na ocasião, Marcella apoiou suas reivindicações. O mestre-sala negou que tenha gritado com Regina e alegou que desde a reunião, em que reivindicou o pagamento dos atrasados, a presidente deixou de lhe cumprimentar. O Salgueiro passava por um momento conturbado, onde a oposição tentava anular, na Justiça, a quarta eleição seguida de Regina Celi à presidência da escola. Mesmo após seu desligamento, Sidclei seguiu ensaiando com a porta-bandeira Marcella, confiante que a oposição conseguiria assumir a presidência e cumprir a promessa de reconduzi-los ao posto. Depois de uma batalha judicial que se arrastou por meses, em dezembro de 2018, a Justiça determinou a inelegibilidade de Regina Celi e a posse do candidato da oposição. André Vaz assumiu a presidência e confirmou a volta de Marcella e Sidclei ao posto de primeiro casal. No carnaval de 2019, Sidclei e Marcella conquistaram três notas máximas, e o Salgueiro se classificou na quinta colocação. Assim como no ano anterior, o casal recebeu o prêmio Tamborim de Ouro. Em 2020, Sidclei e Marcella receberam nota máxima de todos os cinco jurados. Os dois foram premiados pelo Estandarte de Ouro, sendo o terceiro prêmio de Sidclei e o quarto de Marcela. O Salgueiro ficou novamente em quinto lugar. Em 2021 não houve desfile por causa da Pandemia de COVID-19. No carnaval de 2022, Sidclei recebeu seu quarto Estandarte de Ouro. O Salgueiro ficou na sexta colocação.

## Carnavais

### Rio de Janeiro
Abaixo, a lista de carnavais de Sidclei e seu desempenho em cada ano.
| Legenda: 0 Nota descartada N Escola foi campeã |

| Ano  | Grupo    | Escola       | Classificação | Porta-Bandeira         | Notas         | Notas         | Notas         | Notas         | Notas         | Ref.          |
| ---- | -------- | ------------ | ------------- | ---------------------- | ------------- | ------------- | ------------- | ------------- | ------------- | ------------- |
| 1994 | Especial | Salgueiro    | Vice-campeã   | Andréia Cristina Neves | Segundo casal | Segundo casal | Segundo casal | Segundo casal | Segundo casal | [ 16 ]        |
| 1996 | Especial | Salgueiro    | 5.º lugar     | Ana Paula Oliveira     | Segundo casal | Segundo casal | Segundo casal | Segundo casal | Segundo casal | [ 17 ]        |
| 1997 | Especial | Salgueiro    | 7.º lugar     | Ana Paula Oliveira     | 10            | 10            | 10            | 10            | 10            | [ 18 ] [ 19 ] |
| 1998 | Especial | Salgueiro    | 7.º lugar     | Ana Paula Oliveira     | 9,5           | 9,5           | 9,5           | 9,5           | 10            | [ 20 ] [ 21 ] |
| 1999 | Especial | Salgueiro    | 5.º lugar     | Ana Paula Oliveira     | 10            | 9,5           | 9             | -             | -             | [ 22 ] [ 23 ] |
| 2000 | Grupo A  | São Clemente | 4.º lugar     | Cintia                 | 10            | 10            | -             | -             | -             | [ 24 ] [ 25 ] |
| 2001 | Especial | Grande Rio   | 6.º lugar     | Verônica Lima          | 10            | 9,9           | 9,9           | -             | -             | [ 26 ] [ 27 ] |
| 2002 | Especial | Grande Rio   | 7.º lugar     | Squel Jorgea           | 9,8           | 10            | 9,8           | 9,7           | -             | [ 28 ] [ 29 ] |
| 2003 | Especial | Grande Rio   | 3.º lugar     | Squel Jorgea           | 9,9           | 10            | 10            | 9,9           | -             | [ 30 ] [ 31 ] |
| 2004 | Especial | Grande Rio   | 10.º lugar    | Squel Jorgea           | 9,8           | 10            | 9,9           | 9,8           | -             | [ 32 ] [ 33 ] |
| 2005 | Especial | Grande Rio   | 3.º lugar     | Squel Jorgea           | 10            | 10            | 9,9           | 10            | -             | [ 34 ] [ 35 ] |
| 2006 | Especial | Grande Rio   | Vice-campeã   | Squel Jorgea           | 9,9           | 10            | 10            | 10            | -             | [ 36 ] [ 37 ] |
| 2007 | Especial | Grande Rio   | Vice-campeã   | Squel Jorgea           | 9,9           | 10            | 9,9           | 9,9           | -             | [ 38 ] [ 39 ] |
| 2008 | Especial | Grande Rio   | 3.º lugar     | Squel Jorgea           | 10            | 9,9           | 10            | 10            | -             | [ 40 ] [ 41 ] |
| 2009 | Especial | Grande Rio   | 5.º lugar     | Squel Jorgea           | 9,9           | 10            | 9,9           | 9,9           | -             | [ 42 ] [ 43 ] |
| 2010 | Especial | Grande Rio   | Vice-campeã   | Squel Jorgea           | 10            | 10            | 10            | 10            | 9,9           | [ 44 ] [ 45 ] |
| 2011 | Especial | Salgueiro    | 5.º lugar     | Gleice Simpatia        | 10            | 9,9           | 9,9           | 10            | 9,9           | [ 46 ] [ 47 ] |
| 2012 | Especial | Salgueiro    | Vice-campeã   | Gleice Simpatia        | 10            | 10            | 9,9           | 9,8           | -             | [ 48 ] [ 49 ] |
| 2013 | Especial | Salgueiro    | 5.º lugar     | Gleice Simpatia        | 10            | 9,9           | 9,9           | 9,8           | -             | [ 50 ] [ 51 ] |
| 2014 | Especial | Salgueiro    | Vice-campeã   | Marcella Alves         | 10            | 10            | 10            | 9,8           | -             | [ 52 ] [ 53 ] |
| 2015 | Especial | Salgueiro    | Vice-campeã   | Marcella Alves         | 10            | 9,9           | 9,9           | 9,8           | -             | [ 54 ] [ 55 ] |
| 2016 | Especial | Salgueiro    | 4.º lugar     | Marcella Alves         | 10            | 10            | 10            | 10            | -             | [ 56 ] [ 57 ] |
| 2017 | Especial | Salgueiro    | 3.º lugar     | Marcella Alves         | 10            | 10            | 10            | 10            | -             | [ 58 ] [ 59 ] |
| 2018 | Especial | Salgueiro    | 3.º lugar     | Marcella Alves         | 10            | 10            | 10            | 10            | -             | [ 60 ] [ 61 ] |
| 2019 | Especial | Salgueiro    | 5.º lugar     | Marcella Alves         | 10            | 10            | 10            | 9,9           | -             | [ 62 ] [ 63 ] |
| 2020 | Especial | Salgueiro    | 5.º lugar     | Marcella Alves         | 10            | 10            | 10            | 10            | 10            | [ 14 ]        |
| 2022 | Especial | Salgueiro    | 6.º lugar     | Marcella Alves         | 10            | 10            | 10            | 10            | 9,9           | [ 64 ]        |
| 2023 | Especial | Salgueiro    | 7.º lugar     | Marcella Alves         | 10            | 10            | 10            | 10            | -             | [ 65 ]        |
| 2024 | Especial | Salgueiro    | 4.º lugar     | Marcella Alves         | 10            | 10            | 10            | 10            | -             | [ 66 ]        |
| 2025 | Especial | Salgueiro    | 7.º lugar     | Marcella Alves         | 10            | 10            | 10            | 10            | -             | [ 67 ]        |
| 2026 |          | Salgueiro    |               | Marcella Alves         |               |               |               |               |               | [ 68 ]        |

### Uruguaiana
| Ano  | Grupo    | Escola       | Mestre-sala    | Classificação | Ref.                 |
| ---- | -------- | ------------ | -------------- | ------------- | -------------------- |
| 2014 | Especial | Cova da Onça | Marcella Alves | 3.º lugar     | [ 69 ] [ 70 ] [ 71 ] |
| 2015 | Especial | Cova da Onça | Marcella Alves | 4.º lugar     | [ 72 ] [ 73 ]        |
| 2020 | Especial | Cova da Onça | Marcella Alves | Campeã        |                      |
| 2023 | Especial | Cova da Onça | Marcella Alves | 4.º lugar     |                      |
| 2024 | Especial | Cova da Onça | Marcella Alves | Campeã        | [ 74 ]               |

## Títulos e estatísticas
Sidclei ainda não foi campeão do carnaval, mas tem sete vice-campeonatos.
| Divisão        | Campeonato | Ano | Vice | Ano                                       | Terceiro lugar | Ano                           |
| -------------- | ---------- | --- | ---- | ----------------------------------------- | -------------- | ----------------------------- |
| Grupo Especial | 0          | -   | 7    | 1994, 2006, 2007, 2010, 2012, 2014 e 2015 | 5              | 2003, 2005, 2008, 2017 e 2018 |

## Premiações
- Estandarte de Ouro

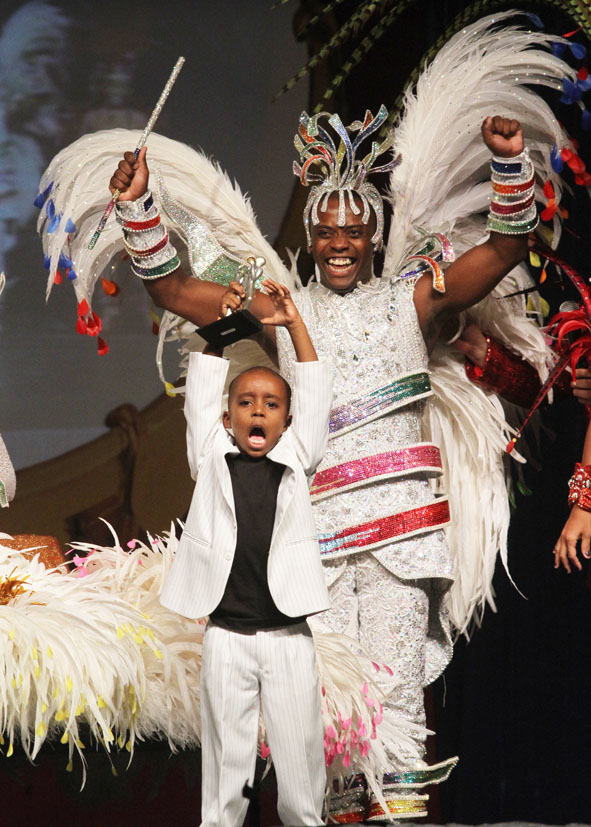
Sidclei e o filho recebem o Tamborim de Ouro em 2010.

1. 1998 - Melhor mestre-sala (Salgueiro) [7]
2. 2017 - Melhor mestre-sala (Salgueiro) [75]
3. 2020 - Melhor mestre-sala (Salgueiro) [76]
4. 2022 - Melhor mestre-sala (Salgueiro) [77]

- Estrela do Carnaval

1. 2014 - Melhor casal de mestre-sala e porta-bandeira (com Marcella Alves - Salgueiro) [78]
2. 2017 - Melhor casal de mestre-sala e porta-bandeira (com Marcella Alves - Salgueiro) [79]

- Gato de Prata

1. 2017 - Melhor casal de mestre-sala e porta-bandeira (com Marcella Alves - Salgueiro) [80]
2. 2019 - Melhor casal de mestre-sala e porta-bandeira (com Marcella Alves - Salgueiro) [81]
3. 2022 - Melhor casal de mestre-sala e porta-bandeira (com Marcella Alves - Salgueiro) [82]

- Plumas & Paetês Cultural

1. 2022 - Melhor casal de mestre-sala e porta-bandeira (com Marcella Alves - Salgueiro) [83][84]

- Prêmio 100% Carnaval

1. 2022 - Melhor mestre-sala (Salgueiro) [85]

- Prêmio SRzd

1. 2019 - Melhor casal de mestre-sala e porta-bandeira (com Marcella Alves - Salgueiro) [86]
2. 2023 - Melhor casal de mestre-sala e porta-bandeira (com Marcella Alves - Salgueiro) [87]

- S@mba-Net

1. 2017 - Melhor casal de mestre-sala e porta-bandeira (com Marcella Alves - Salgueiro) [88]
2. 2023 - Melhor casal de mestre-sala e porta-bandeira (com Marcella Alves - Salgueiro) [89]

- Tamborim de Ouro

1. 2006 - Melhor casal de mestre-sala e porta-bandeira (com Squel Jorgea - Grande Rio) [90]
2. 2009 - Melhor casal de mestre-sala e porta-bandeira (com Squel Jorgea - Grande Rio) [91]
3. 2010 - Melhor casal de mestre-sala e porta-bandeira (com Squel Jorgea - Grande Rio) [92]
4. 2018 - Melhor casal de mestre-sala e porta-bandeira (com Marcella Alves - Salgueiro) [93]
5. 2019 - Melhor casal de mestre-sala e porta-bandeira (com Marcella Alves - Salgueiro) [94]

- Troféu Apoteose

1. 2014 - Melhor mestre-sala (Salgueiro) [95]

- Troféu Explosão in Samba

1. 2023 - Melhor casal de mestre-sala e porta-bandeira (com Marcella Alves - Salgueiro) [96]
2. 2025 - Melhor casal de mestre-sala e porta-bandeira (com Marcella Alves - Salgueiro) [97]

- Troféu Sambario

1. 2018 - Melhor casal de mestre-sala e porta-bandeira (com Marcella Alves - Salgueiro) [98]
2. 2020 - Melhor casal de mestre-sala e porta-bandeira (com Marcella Alves - Salgueiro) [99]
3. 2023 - Melhor casal de mestre-sala e porta-bandeira (com Marcella Alves - Salgueiro) [100]
4. 2024 - Melhor casal de mestre-sala e porta-bandeira (com Marcella Alves - Salgueiro) [101]

- Troféu Tupi Carnaval Total

1. 2020 - Melhor casal de mestre-sala e porta-bandeira (com Sidclei Santos - Salgueiro) [102]